# Overhead (informatica)
In de informatica slaat overhead op het meerverbruik van rekentijd, werkgeheugen, bandbreedte of andere bronnen dat nodig is om een computerprogramma in de praktijk een bepaalde functie uit te kunnen laten voeren.
Twee voorbeelden: 
1. Als een zoekalgoritme de resultaten van vaak gegeven zoekopdrachten in de cache opslaat, zodat deze sneller beschikbaar zijn, is de overhead het geheugen benodigd om de gecachete gegevens op te slaan.
2. Om binaire bestanden naar Usenet te verzenden, moeten deze omgezet worden in ASCII: het uiteindelijke bericht zal dan groter zijn dan het binaire bestand en de losse tekst samen. De overhead is in dit geval het surplus aan bytes dat ontstaat door de omzetting van binair naar ASCII.